# Robert Salemann

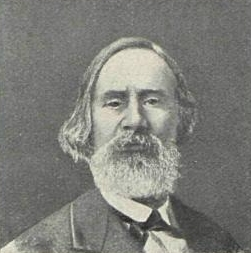
Robert Salemann

Robert Johann Karlowitsch Salemann (russisch Роберт Карлович Залеман; * 16. Januarjul. / 28. Januar 1813greg. in Reval; † 12. Septemberjul. / 24. September 1874greg. in Sankt Petersburg) war ein russischer Bildhauer und Hochschullehrer.

## Leben
Salemanns deutschbaltische Eltern waren der Revaler Bürgermeister Karl Johann Salemann und seine Frau Anna Dorothea geborene Lütkens. Nach dem Schulbesuch und erstem künstlerischen Unterricht in Reval studierte Salemann 1833–1836 Bildhauerei an der Akademie der Künste in Dresden bei Ernst Rietschel. Nach zwei weiteren Studienjahren an der St. Petersburger Akademie der Künste bildete er sich 1838–1840 in München in der Werkstatt Ludwig Schwanthalers weiter aus. Anschließend ging er zu weiteren Studien nach Rom.
Ab 1842 lebte und arbeitete Salemann in St. Petersburg. 1843 wurde er für seine Büste des Architekten Awraam Iwanowitsch Melnikow von der Akademie der Künste als freier Künstler anerkannt. Darauf erhielt er den Auftrag für drei Hautreliefs für die Isaakskathedrale. 1856–1858 schuf er für das Postament des Denkmals für Nikolaus I. die vier allegorischen Frauengestalten Die Macht, Die Weisheit, Die Gerechtigkeit und Der Glaube sowie das Basrelief mit der Darstellung des Grafen Michail Michailowitsch Speranski, der dem Kaiser das Gesetzbuch überreicht. Die Köpfe der Frauengestalten sind Porträts der Kaiserin Alexandra Fjodorowna und ihrer Töchter Marija, Olga und Alexandra. Darauf wurde Salemann 1858 als Mitglied in die Akademie der Künste aufgenommen.
Für das Nationaldenkmal Tausend Jahre Russland im Nowgoroder Kreml schuf Salemann die Skulpturengruppen des Zaren Michael I. mit dem Bürger Kusma Minin und dem Fürsten Dmitri Michailowitsch Poscharski, des heiligen Fürsten Wladimir I. mit einer Frau mit Kind und einer Heidin und des Großfürsten Dmitri Donskoi mit einem besiegten mongolischen Krieger. 1863 wurde Salemann die erbliche Adlelswürde verliehen. 1868 wurde er zum Professor an der Akademie der Künste ernannt.
Salemann war verheiratet mit Dorothea Boell. Ihr Sohn Hugo wurde ebenfalls Bildhauer.
Salemann wurde auf dem lutherischen Teil des Wolkowo-Friedhofs begraben.

## Werke

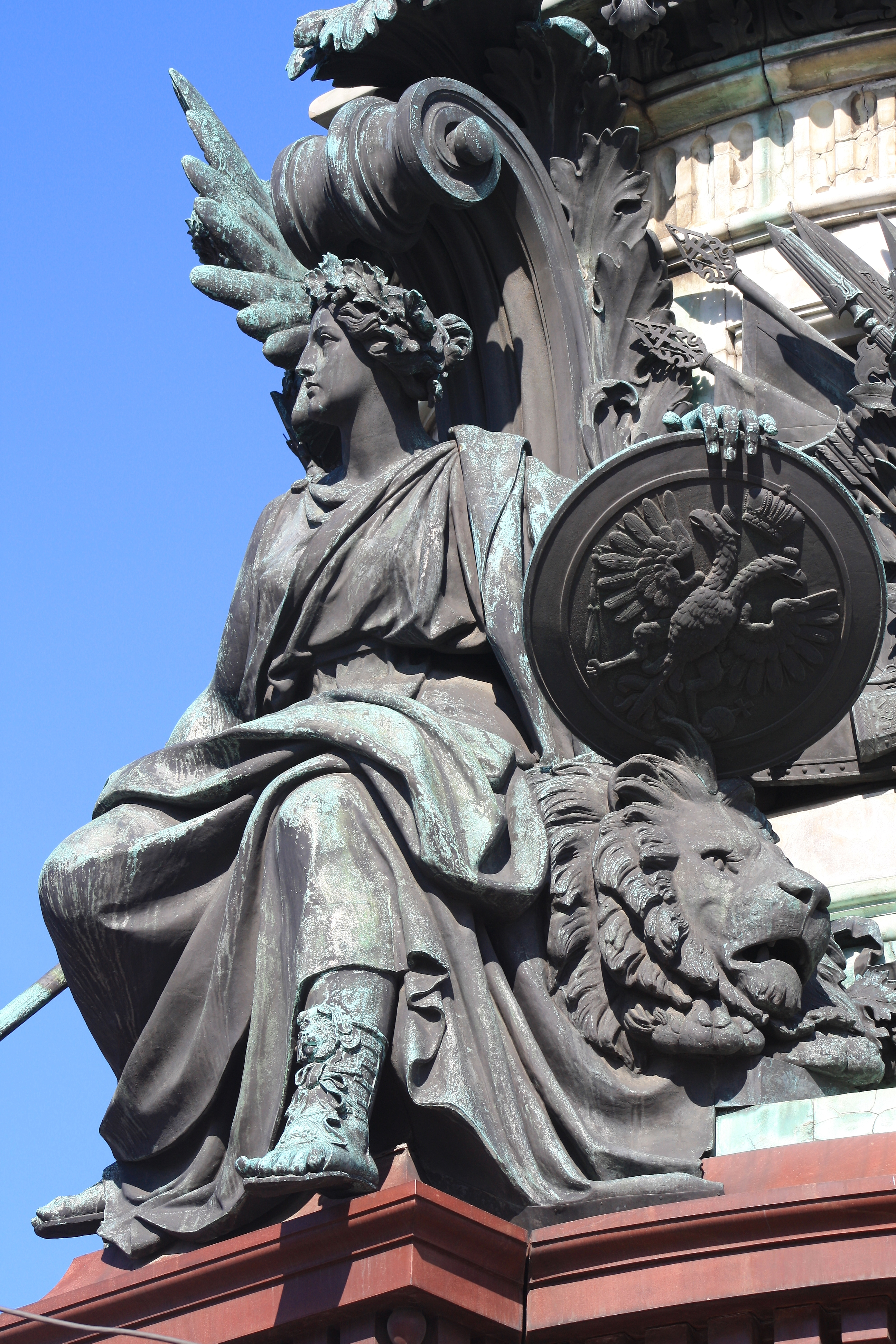
Die Macht, Denkmal für Nikolaus I., St. Petersburg
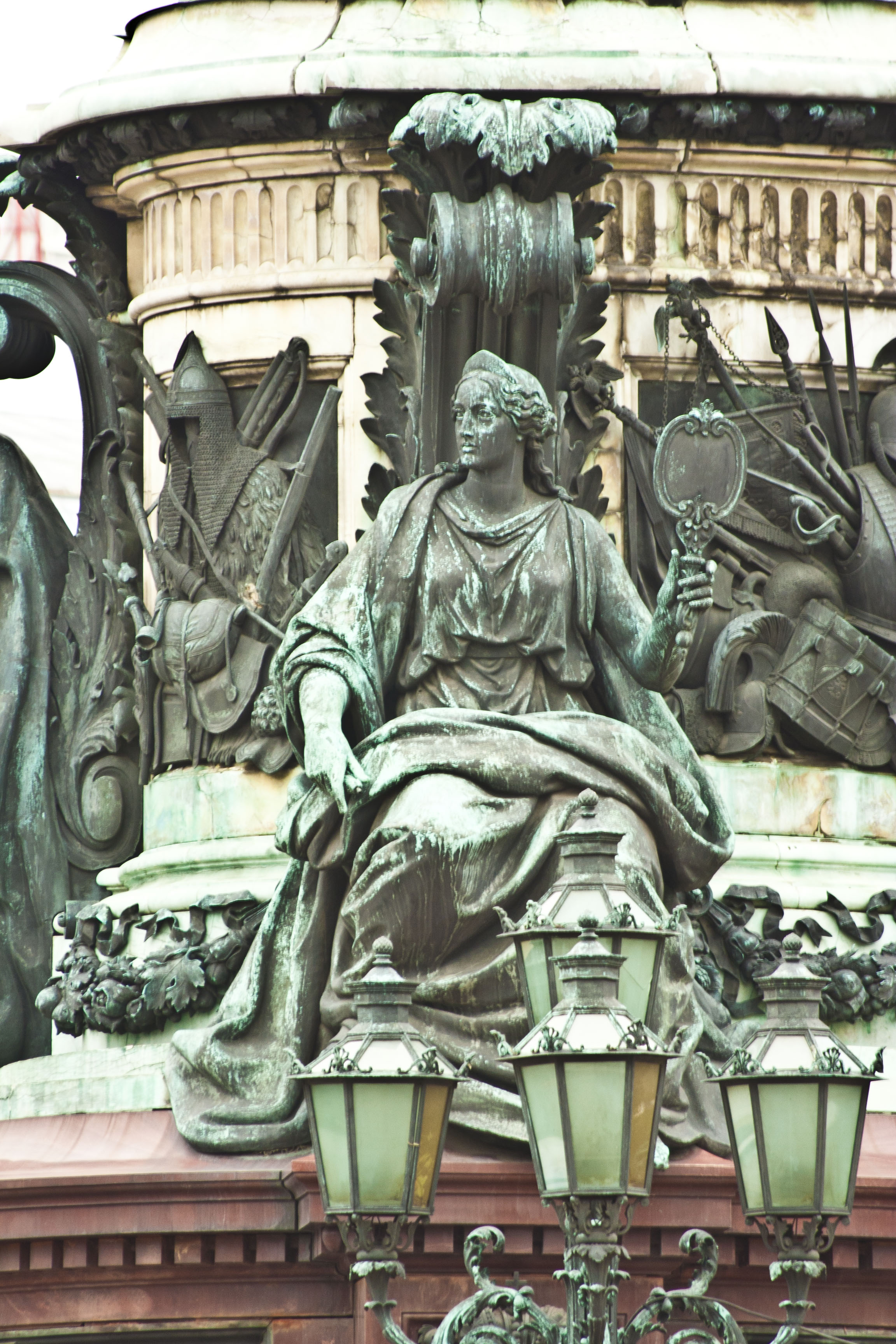
Die Weisheit, Denkmal für Nikolaus I., St. Petersburg
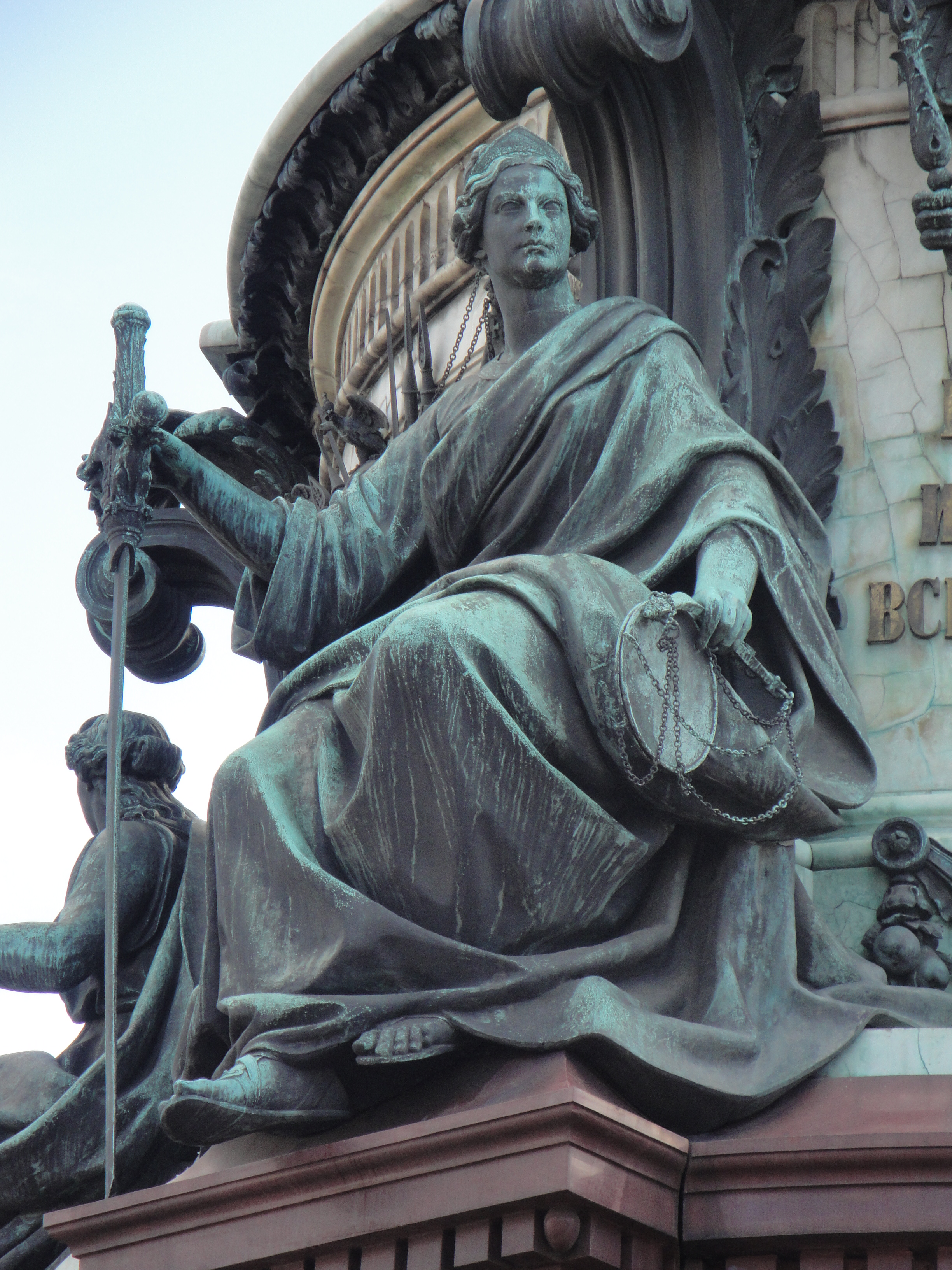
Die Gerechtigkeit, Denkmal für Nikolaus I., St. Petersburg
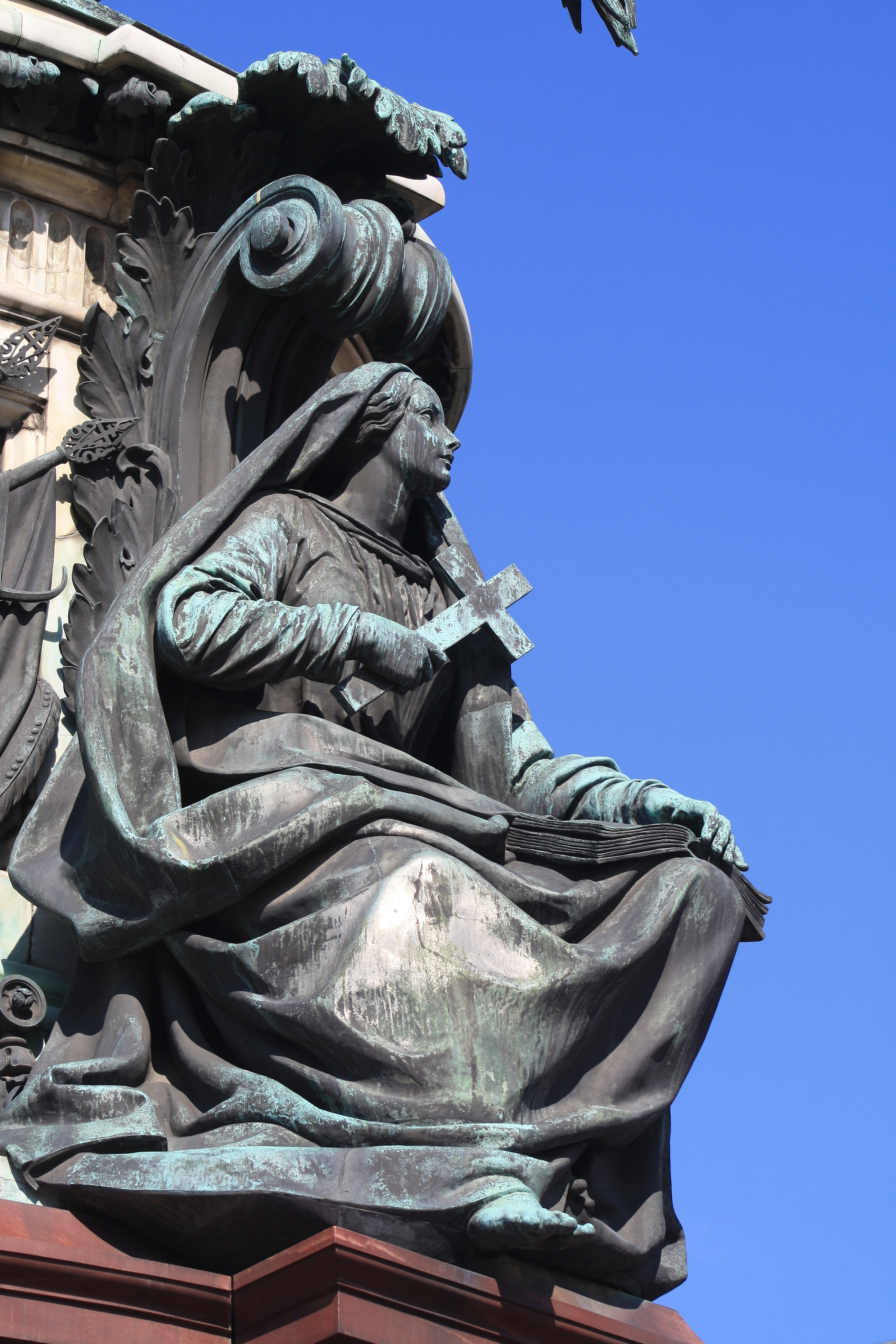
Der Glaube, Denkmal für Nikolaus I., St. Petersburg
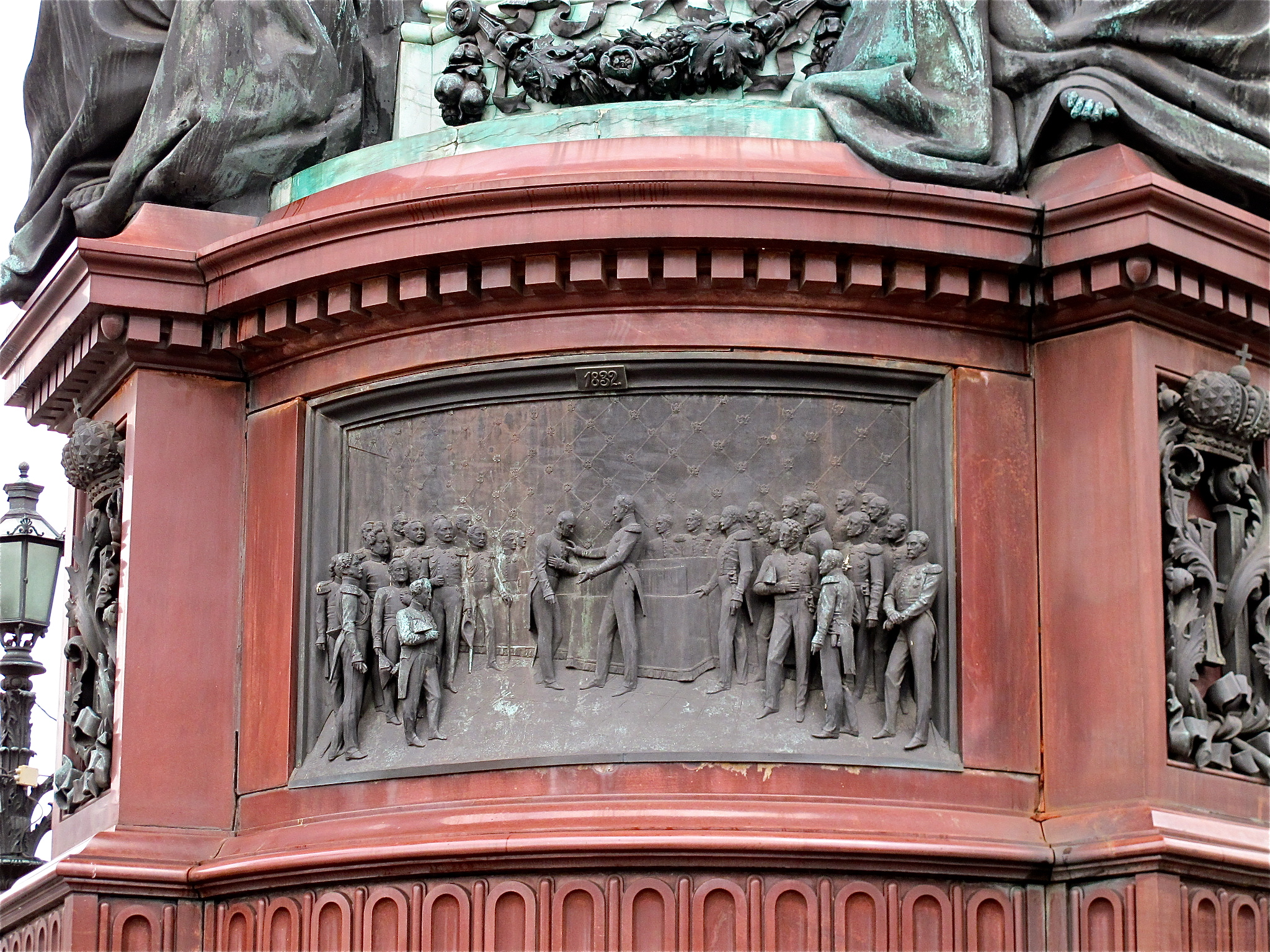
Graf Speranski überreicht dem Kaiser das Gesetzbuch, Denkmal für Nikolaus I., St. Petersburg
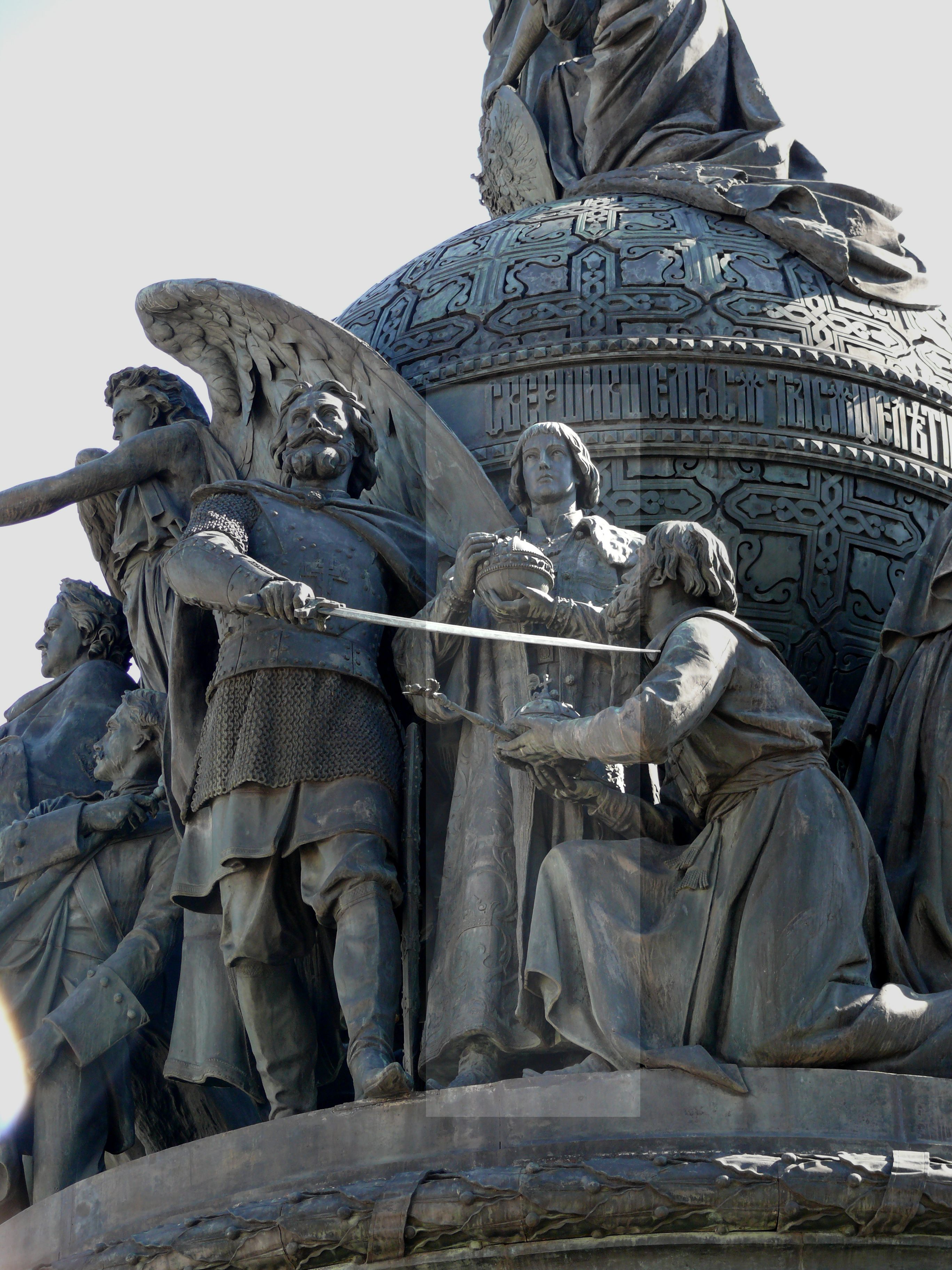
Michael I., Nationaldenkmal Tausend Jahre Russland, Nowgoroder Kreml
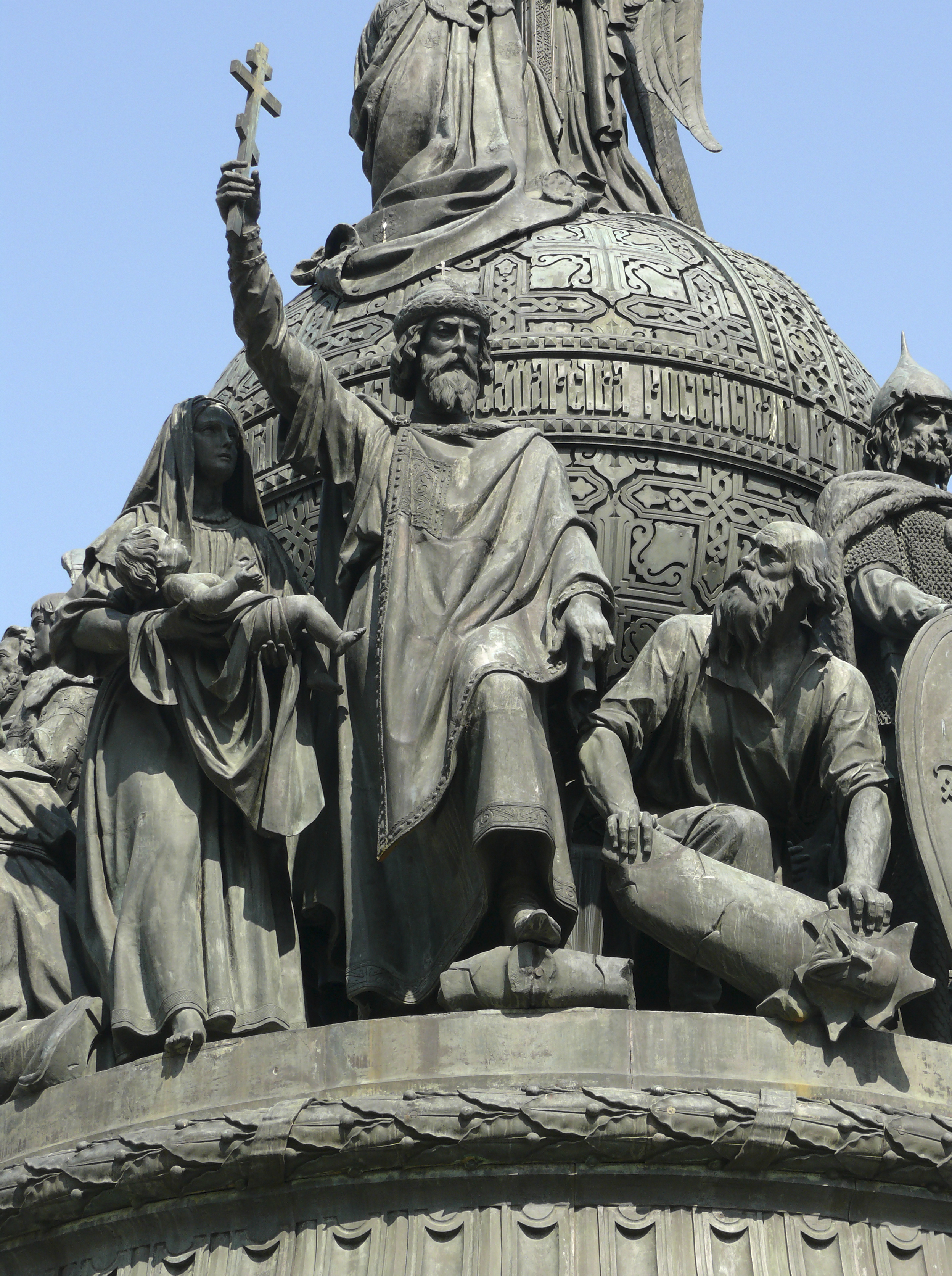
Wladimir I., Nationaldenkmal Tausend Jahre Russland, Nowgoroder Kreml
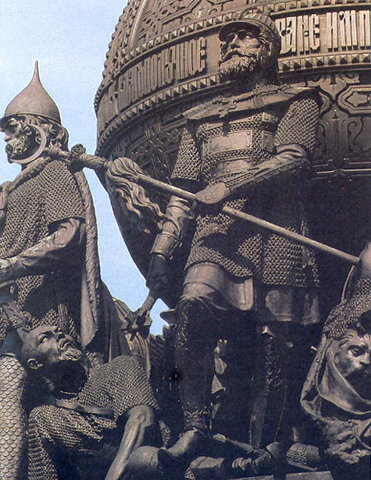
Dmitri Donskoi, Nationaldenkmal Tausend Jahre Russland, Nowgoroder Kreml